# Альбертиевы басы
Альбе́ртиевы басы (итал. Basso albertino) — вид клавирной (фортепианной) фактуры. Представляют собой разновидность арпеджированных аккордов, при этом звуки «разложенных» аккордов выдержаны в равных ритмических (восьмых) длительностях.
Термин обязан итальянскому композитору Доменико Альберти, активно применявшему именно этот вид фактуры в своей клавирной музыке. Однако, альбертиевы басы встречаются и ранее Альберти, например, в клавирных вариациях «Hexachordum Appolinis» (1699) Иоганна Пахельбеля.
С использованием альбертиевых басов написаны многие клавирные сочинения Йозефа Гайдна, Вольфганга Амадея Моцарта, Людвига ван Бетховена (ранний период его творчества).